# تاریمیش
تاریمیش، روستایی از توابع بخش قطور در شهرستان خوی در استان آذربایجان غربی در ایران است.

## جمعیت
این روستا در دهستان زری قرار داشته و بر اساس سرشماری سال ۱۳۸۵ جمعیت آن ۳۴۷ نفر (۸۶ خانوار)
بوده است.